# ایست موریچز (نیویورک)
ایست موریچز (به انگلیسی: East Moriches) یک منطقهٔ مسکونی در ایالات متحده آمریکا است که در شهرستان سافک، نیویورک واقع شده‌است. ایست موریچز ۱۴٫۶ کیلومتر مربع مساحت و ۵٬۲۴۹ نفر جمعیت دارد و ۹ متر بالاتر از سطح دریا واقع شده‌است.